# Valerian Ursianu
Valerian Ursianu (Râmnicu Vâlcea, 1845-Bucarest, 1915) fue un profesor, jurista y político rumano.

## Biografía
Nacido en abril de 1845 en Râmnicu Vâlcea, estudió derecho y fue nombrado profesor de derecho internacional en la Universidad de Iași el 14 de noviembre de 1880. En 1883 fue trasladado con el mismo cargo a la Universidad de Bucarest. Se desempeñó como diputado en la Cámara de 1888 a 1895 y como senador en el Senado desde 1895 hasta al menos 1897. Entre sus publicaciones se encontraron títulos como Despre importanţa dreptului internaţional (1881), L'Autriche-Hongrie et la Romanie dans la question de Danube (1882) y Amintiri, poesii (1895). Falleció el 15 de marzo de 1915 en Bucarest.